# Barrio San Miguel Dorami
Barrio San Miguel Dorami är en ort i Mexiko, tillhörande Naucalpan de Juárez kommun i delstaten Mexiko. Barrio San Miguel Dorami ligger i den centrala delen av landet och tillhör Mexico Citys storstadsområde. Orten hade 1 649 invånare vid folkmätningen 2010. 2020 hade invånarantalet sjunkit till 1 377.